# Margaret Sutherland
Margaret Ada Sutherland (20 de novembre de 1896 - 12 d'agost de 1984) va ser una compositora, pianista i professora australiana.

## Biografia

### Primers anys
Nascuda a Adelaida el 20 de novembre de 1896, Margaret Sutherland va ser la més jove dels cinc fills que va tenir el matrimoni de George Sutherland, periodista i escriptor de professió, i la seva dona, Ada Alice.
Després de mudar de Melbourne a Adelaida a principis de la dècada de 1880, la família va tornar a Melbourne el 1902, quan Margaret tenia 6 anys. La família del seu pare havia emigrat d'Escòcia a Austràlia el 1870 i formaven part de l'elit intel·lectual (el seu oncle era el físic i matemàtic Willian Sutherland). D'altra banda, també hi havia una certa tradició artística en la seva família: una de les seves ties, Jane, era pintora, mentre que dues es dedicaven a la música. Els seus pares eren músics aficionats, la seva tia Jessie era cantant de lieder i la seva altra tia, mestra de piano, va ser la que el va iniciar l'estudi de la música.
La seva tia, Julia Sutherland (1861 - 1930) havia estat alumna de Louis Pabst, un immigrant alemany considerat com el més important de la ciutat de Melbourne (anar al seu torn pupil d'Anton Rubinstein i també va ser el primer professor de Percy Grainger).

### Formació

#### Estudis amb Mona McBurney
Margaret va estudiar al Baldwin Girls 'Grammar School i va ser alumna de la compositora Mona McBurney, que el va inspirar inicialment a dedicar-se a la composició com una alternativa a les professions més comunes en aquella època per a dones dedicades a la música (pianista o professora).

#### Estudis amb Goll i Hart
Posteriorment, el 1913 i després de l'èxit d'una audició en la qual va interpretar una composició pròpia, se li van concedir dues beques d'estudis per acudir al conservatori Albert Street i al de Melba. Va estudiar piano amb Edward Goll i composició amb Fritz Hart, amb qui va compondre les primeres composicions que es conserven avui dia (majoritàriament cançons per a veu i piano en què demostrava un domini de l'harmonia de finals del segle xix i principis del segle XX).
Se sap d'ella que menyspreava els títols i exàmens, ja que els considerava inhibidors del desenvolupament artístic espontani.

#### Activitat educativa
Va ser professora de piano a temps parcial en el Presbyterian Ladies 'College de Melbourne, des de 1918 fins a 1923, i posteriorment va treballar en el Conservatori de la Universitat de Melbourne. També va actuar com a pianista de música de cambra i pianista acompanyant durant les estrenes de les seves pròpies obres.

De la seva experiència com educadora, Margaret Sutherland va dir:
...aquestes lliçons de mitja hora, una darrere l'altra, després una altra, era, per a mi, tractar més enllà de tota descripció. L'alleujament va arribar de vegades, quan l'alumne no apareixia, i vaig poder passar el temps practicant per mi mateixa. Havíem donat 26 lliçons per termini i havíem rebut 2/10 lliures per aquestes. L'escola es va beneficiar de £ 1/10. Fins i tot en aquells dies es feia un treball dur. Per altra banda, però, hi havia un estudiant interessant i prometedor ocasional, alguns dels quals han estat els meus estimats amics des d'aleshores.

#### Estudis a Europa
En el seu afany de desenvolupar la seva carrera com a compositora, va abandonar Austràlia i va viure a Londres, Viena i París durant els dos anys següents sota els ensenyaments de Sir Arnold Bax.
Es va negar a formalitzar la seva instrucció i va preferir continuar els seus estudis de forma privada i observar l'escena musical de la ciutat. El seu major èxit en aquella època va ser la seva Sonata per a violí i piano, a qui el seu professor va qualificar com "el millor treball d'una dona que conec".

### Retorn a Melbourne i matrimoni
A la fi de 1925, Margaret va tornar a Melbourne i es va casar el 30 de juliol de 1027 amb el metge i psiquiatre Norman Arthur Albiston, amb qui va tenir un fill, Mark (nascut el 1928) i una filla, Jennifer (nascuda el 1930 i morta durant la vellesa de la seva mare). No obstant això, el matrimoni es va separar anys després.
El seu llavors marit, tot i ser un amant de la música, creia que el fet que una dona aspirés a ser compositora era un indicador d'un trastorn mental, arribant fins i tot a discutir sobre l'estat mental de Sutherland amb Felix Werder.

### Lluita pels drets de les compositores
La seva implicació en grups de pressió en nom de les compositores australianes començar a partir dels anys 40, organitzant un moviment per conservar el lloc que posteriorment es convertiria en el Victorian Arts Centre i contribuint a la formació del Conserjo d'Arts d'Austràlia, que posteriorment passaria a convertir-se en el Comitè Assessor de Música d'Austràlia per l'ONU per a l'Educació, la Ciència i la Cultura.
A més, durant el seu segon viatge a Europa, en els inicis de la dècada de 1950, va contribuir juntament amb el compositor australià Don Banks a crear a la Gran Bretanya l'Associació Musical Australiana, per tal de Aydar a músics australians estudiant a l'estranger.

### Darrers anys
El 1968 va patir un gran impacte cerebrovascular gairebé mortal i la seva visió es va deteriorar enormement, dificultant l'anotació de la seva pròpia música (les seves últimes partitures resultaven impossibles de llegir) i acabant amb la seva carrera musical. La seva música va començar a ser reconeguda oficialment durant aquests anys de jubilació forçosa i la Universitat de Melbourne li va atorgar un doctorat honorífic de música a 1969. També va ser guardonada amb la medalla del jubileu de la Reina a 1977. A més, el seu setanta, setanta-cinc i vuitanta aniversari va ser celebrat amb concerts i transmissions dedicades a la seva música.
Després de la mort de la seva filla el 1972, Margaret Sutherland va morir el 12 d'agost de 1984 a Armadale, Melbourne, i va ser incinerada. L'1 d'octubre de 1984, al vestíbul del recentment finalitzat Melbourne Concert Hall, va tenir lloc un concert commemoratiu de les seves cançons i obres de cambra i es va realitzar un homenatge al seu paper en la creació del Victorian Arts Centre.

## Característiques musicals
Sutherland és considerada com una de les compositores més importants del període postcolonial d'Austràlia. Va compondre òperes, ballets i música incidental per a teatre, igual que música vocal, orquestral, cambrística i instrumental i didàctica.
Preferia compondre música de dimensions reduïdes o moderades, argumentant que les composicions femenines tenien una sensibilitat diferent i diferents prioritats que les masculines, però no per això eren menys importants. Un exemple d'aquesta característica compositiva és la seva única òpera, The Young Kabbarli (1964), que es tracta d'una òpera de cambra d'un acte.
El seu estil no era deliberadament nacionalista, a diferència de molts dels seus contemporanis (com John Antill i Clive Douglas).
Les primeres obres de Sutherland ja són prims i bastant musculars, amb un estil neoclàssic tant en forma com en expressió. L'evasió del gest i la riquesa romàntiques desbordats també es fa evident, per exemple, en Two Chorale Preludes, que va guanyar un premi en una competició dirigida per l'A.B.C el 1935.

## Producció musical

### Període anterior a la Segona Guerra Mundial
L'esclat de la Segona Guerra Mundial suposa per a ella un punt d'inflexió en la seva producció musical. En el període anterior componia principalment cançons, obres corals curtes, música de cambra i obres de piano breus i amb finalitat didàctica, mostrant influències de la música anglesa encara que amb un major desenvolupament harmònic. Rebia influències de compositors com Bax, John Ireland i Alexander Scriabin i va ser en aquest primer període en què va escriure el seu primer gran treball orquestral. L'obra que reflecteix les seves primeres tendències a la lleugeresa del neoclassicisme és la Suite sobre un tema de Purcell (1938).
Una de les seves peces més reconegudes és In the Dim Counties (1936) per a veu i piano, del seu cicle Five Songs. Basada en poemes de John Shaw Neilson, considerat un poeta líric pastoral l'estil destacava per la seva simplicitat formal i restricció en l'expressió, Sutherland representa aquests elements a través d'una instrumentació lleugera i accents rítmics. El seu cicle Five Songs ha estat gravat per nombroses artistes australianes, entre les quals s'inclou Helen Noonan.

### Període posterior a la Segona Guerra Mundial
Durant la postguerra, aquesta tendència neoclàssica va ser especialment dominant en la seva música, contribuint al seu estil noves influències com Bartok, Hindemith, Prokofiev i Shostakovich.
D'altra banda, la creació d'orquestres simfòniques estatals sota la Comissió de radiodifusió d'Austràlia en la dècada de 1940 va suposar per a Sutherland un gran estímul a l'hora de compondre música orquestral, de manera que en el període posterior a la Segona Guerra Mundial va destacar per la composició d'obres per aquest mitjà. Tanmateix, la seva producció de música de cambra i vocal no es va aturar en aquest nou període, sinó que va romandre constant durant tota la seva carrera professional. Entre les seves cançons s'inclouen les realitzades sobre poemes de John Shaw Neilson i Judith Wright i destaquen importants obres de cambra com la Sonata per a violí i els seus tres quartets de corda, compostos respectivament en 1937, 1954 (sota el títol Discussion) i 1967 (sent aquest últim el primer treball pel qual va rebre una comissió professional). Els seus treballs més notables inclouen una simfonia, The Four Temperaments (orquestrada per Robert W. Hughes en 1964), concerts per a diversos instruments (entre els quals destaca el seu Concert per a violí), un poema simfònic titulat Haunted Hills (1953) i l'òpera de càmera The Young Kabbarli (1964), amb el llibretista Maie Casey.

## Catàleg d'obres[24][25]

### Música incidental
| Data | Títol                            | Gènere            | Publicació  |
| ---- | -------------------------------- | ----------------- | ----------- |
| 1939 | Dithyramb                        | petit ballet      | No publicat |
| 1940 | Midsummer Night's Dream          | música incidental | No publicat |
| 1946 | The Knight of the Burning Pestle | música incidental | No publicat |
| 1947 | The Selfish Giant                | ballet d'un acte  | No publicat |

| Data | Títol              | Gènere          | Publicació           |
| ---- | ------------------ | --------------- | -------------------- |
| 1964 | The Young Kabbarli | òpera d'un acte | Sydney: Albert, 1972 |

### Música orquestal
| Data | Títol                                  | Publicació  |
| ---- | -------------------------------------- | ----------- |
| 1930 | Pavan for harp and strings             | No publicat |
| 1938 | Suite on a Theme by Purcell            | No publicat |
| 1940 | Prelude and Jig for strings            | No publicat |
| 1940 | Concertino for piano and orchestra     | No publicat |
| 1940 | Suite for Five Pieces                  | No publicat |
| 1941 | Pavan                                  | No publicat |
| 1948 | Concerto for flute, harp and orchestra | No publicat |

| Data | Títol                             | Publicació           |
| ---- | --------------------------------- | -------------------- |
| 1949 | Concerto for Strings              | Sydney: APRA, 1953   |
| 1950 | Haunted Hills                     | No publicat          |
| 1951 | Four Symphonic Concerts           | No publicat          |
| 1953 | Open Air Piece                    | No publicat          |
| 1953 | Homenage to John Sebastian        | No publicat          |
| 1954 | Pastoral                          | No publicat          |
| 1955 | Walking Tune                      | No publicat          |
| 1955 | Bush Ballad                       | No publicat          |
| 1956 | Ballad Overture                   | No publicat          |
| 1956 | Rondel                            | No publicat          |
| 1958 | Outdoor Overture                  | No publicat          |
| 1958 | Concerto Grosso                   | No publicat          |
| 1958 | Fantasy for violin and orchestra  | No publicat          |
| 1960 | Concerto for violin and orchestra | Sydney: Albert, 1978 |
| 1961 | Concertante for oboe and strings  | No publicat          |
| 1961 | Three Temperaments                | No publicat          |

### Música instrumental i cambrística
| Data | Títol                                    | Publicació                                        |
| ---- | ---------------------------------------- | ------------------------------------------------- |
| 1913 | Sonata for piano                         | No publicat                                       |
| 1925 | Sonata for violin and piano              | Paris: L'Oiseau-lyre, 1935 Sydney: Currency, 1998 |
| 1926 | Prelude, Pavan and Passacaglia for piano | No publicat                                       |
| 1926 | Woodnymph and Satyr for piano            | No publicat                                       |

| Data | Títol                                                        | Publicació                 |
| ---- | ------------------------------------------------------------ | -------------------------- |
| 1930 | Air for piano                                                | No publicat                |
| 1930 | Bagatelle for piano                                          | No publicat                |
| 1930 | Burlesque for two pianos                                     | No publicat                |
| 1934 | Australian melodies for pipe, flute or recorder              | Paris: L'Oiseau-lyre, 1935 |
| 1934 | Song of Contentment for pipes and percussion                 | Paris: L'Oiseau-lyre, 1935 |
| 1934 | Trio in C major for clarinet, violin and piano               | No publicat                |
| 1935 | Freya for clarinet and piano                                 | Melbourne: Allans, 1936    |
| 1935 | Discussion, quintet for clarinet and string quartet          | No publicat                |
| 1936 | Two Chorale Preludies for piano                              | Melbourne: Allans, 1937    |
| 1936 | Holiday Tunes for piano                                      | Sydney: Palings, 1937      |
| 1936 | First Suite for piano                                        | Melbourne: Allans, 1937    |
| 1936 | Second Suite for piano                                       | Melbourne: Allans, 1937    |
| 1937 | String Quartet No. 1                                         | No publicat                |
| 1937 | Suite for violin solo                                        | No publicat                |
| 1937 | Sonatina for piano and harpischord                           | No publicat                |
| 1938 | Three Pieces for Cembalo                                     | No publicat                |
| 1938 | Two Pieces for violin and piano                              | No publicat                |
| 1938 | Dusky Serenade for violin solo                               | No publicat                |
| 1938 | Arietta for violin solo                                      | No publicat                |
| 1939 | Lyric for violin solo                                        | No publicat                |
| 1939 | Miniature sonata for piano                                   | Melbourne: Allans, 1940    |
| 1939 | Fantasy for wind quartet                                     | No publicat                |
| 1939 | Five pieces for violin and piano                             | No publicat                |
| 1940 | Two Dialogues for 2 violins                                  | No publicat                |
| 1941 | Adagio for cello and piano                                   | No publicat                |
| 1942 | House Quartet in G minor for clarinet, viola, horn and piano | No publicat                |
| 1944 | Nocturne for violin and piano                                | Sydney: Currency, 1998     |
| 1944 | Ballad for violin and piano                                  | No publicat                |
| 1947 | Six Profiles for piano                                       | London: Augener, 1953      |
| 1948 | Sonata for clarinet and piano                                | Sydney: Currency, 1993     |

| Data | Títol                                              | Publicació                                              |
| ---- | -------------------------------------------------- | ------------------------------------------------------- |
| 1950 | Serenade for oboe and string quartet               | No publicat                                             |
| 1953 | Adagio and Allegro giocoso for 2 violins and piano | No publicat                                             |
| 1953 | Contrasts for 2 violins                            | No publicat                                             |
| 1954 | Discussion for string quartet                      | No publicat                                             |
| 1954 | Sonatina for oboe and piano                        | Melbourne: Kurrajong, 1958 Sydney: Currency, 1998 (vln) |
| 1955 | Trio for oboe and 2 violins                        | No publicat                                             |
| 1955 | Six Bagatelles for violin and viola                | No publicat                                             |
| 1956 | Sonatina for piano                                 | Melbourne: Kurrajong, 1956                              |
| 1956 | Quartet for cor anglais and string trio            | Sydney: Albert, 1974                                    |
| 1957 | Pavan for 2 pianos                                 | Melbourne: Kurrajong, 1958                              |
| 1957 | Canonical Piece for 2 pianos                       | Melbourne: Kurrajong, 1958                              |
| 1958 | Movement for 2 pianos                              | No publicat                                             |
| 1958 | Divertimento for string trio                       | No publicat                                             |
| 1960 | Little Suite for flute, clarinet and bassoon       | No publicat                                             |
| 1966 | Sonata for piano                                   | Melbourne: Allance, 1966                                |
| 1967 | String Quartet No. 3                               | No publicat                                             |
| 1967 | Quartet for clarinet and string trio               | No publicat                                             |
| 1967 | Simple String Pieces                               | Sydney: Albert, 1967                                    |
| 1967 | Extension for piano                                | No publicat                                             |
| 1967 | Charoscuro I and II for piano                      | No publicat                                             |
| 1967 | Voices I and II for piano                          | No publicat                                             |
| 1968 | Valse Descant for piano                            | Melbourne: Allance, 1968                                |
| 1968 | Three Short Duets for 2 treble instruments         | Sydney: Albert, 1977                                    |

### Música vocal i coral
| Data       | Títol                     | Lletra           | Instruments | Publicació  |
| ---------- | ------------------------- | ---------------- | ----------- | ----------- |
| 1913       | Silence, Beautiful Voice! | Alfred Tennyson  | veu i piano | No publicat |
| 1914       | The Night Wind            | Emily Brontë     | veu i piano | No publicat |
| 1914       | Wind in the Woods         | Emily Brontë     | veu i piano | No publicat |
| Abans 1926 | Hawthorn Blossoms         | Winifred Howard  | veu i piano | No publicat |
| Abans 1926 | I've Been out Playing     | Winifred Howard  | veu i piano | No publicat |
| Abans 1926 | Edelweiss                 | F. Wilmot        | veu i piano | No publicat |
| Abans 1926 | I Strove with None        | W. Savage Landor | veu i piano | No publicat |
| Abans 1926 | Not Yet                   | Ethel Martyr     | veu i piano | No publicat |
| Abans 1926 | To a French Marigold      | Ethel Martyr     | veu i piano | No publicat |
| 1926       | Three Songs               | Francis Thompson | veu i violí | No publicat |

| Data            | Títol                          | Lletra              | Instruments                      | Publicació                                     |
| --------------- | ------------------------------ | ------------------- | -------------------------------- | ---------------------------------------------- |
| 1929            | Songs for Children             | Ethel Martyr        | veu i piano                      | Melbourne: Allans, 1929                        |
| Abans 1930      | Arab Love Song                 | Francis Thompson    | veu i piano                      | No publicat                                    |
| Abans 1930      | Nod                            | W. de la Mare       | veu i piano                      | No publicat                                    |
| Abans 1930      | Cradle Song                    | Louis Esson         | veu i piano                      | No publicat                                    |
| Principis 1930  | September                      | D.M. Stewart        | veu i clarinet                   | No publicat                                    |
| Principis 1930  | Psalm 121                      |                     | 2 veus i piano                   | No publicat                                    |
| Principis 1930  | The Scribe                     | W. de la Mare       | 2 veus i piano                   | No publicat                                    |
| 1934            | Land of Ours                   | M. Sutherland       | 2 veus i piano                   | Melbourne: Allans, 1934                        |
| 1934            | In the Dim Counties            | John Shaw Neilson   | SATB cor                         | No publicat                                    |
| c. 1934         | Break of Day                   | John Shaw Neilson   | 2 veus i piano                   | Paris: L'Oiseau-lyre, 1934                     |
| c. 1934         | The Green Singer               | John Shaw Neilson   | 2 veus i piano                   | Paris: L'Oiseau-lyre, 1934                     |
| c. 1934         | Quietly as Rosebuds            | John Shaw Neilson   | 3 veus                           | Paris: L'Oiseau-lyre, 1934                     |
| c. 1934         | The Meeting of Sights          | John Shaw Neilson   | veu i piano                      | Paris: L'Oiseau-lyre, 1934                     |
| c. 1935         | The Land Where I was Born      | John Shaw Neilson   | 3 veus                           | No publicat                                    |
| c. 1935         | They Called Her Fair           | Esther Levy         | veu i piano                      | Paris: L'Oiseau-lyre, 1935                     |
| c. 1935         | Lament for Early Buttercups    | John Shaw Neilson   | 3 veus                           | No publicat                                    |
| c. 1936         | Country Places                 | Eiluned Lewis       | 2 veus i piano                   | Melbourne: Allans, 1936                        |
| c. 1936         | Two Blue Slippers              | Ethel Martyr        | 2 veus i piano                   | Melbourne: Allans, 1936                        |
| c. 1936         | Five Songs                     | John Shaw Neilson   | veu i piano                      | London: OUP, 1948                              |
| c. 1938         | The Orange Tree                | John Shaw Neilson   | veu, clarinet i piano            | Melbourne: Lady Northcote Perm. Orch. TF, 1954 |
| 1938            | The Passing                    | L. Rawnsley         | cor i orquestra                  | No publicat                                    |
| Abans 19389     | I Who am Dead a Thousand Years | James Elroy Flecker | veu i piano                      | No publicat                                    |
| Abans 19389     | Jenny Kissed Me                | Leigh Hunt          | veu i piano                      | No publicat                                    |
| Abans 19389     | The Bush                       | J. L. Cuthbertson   | veu i piano                      | No publicat                                    |
| Abans 19389     | The Fiddle and the Bow         | Humbert Wolfe       | veu i piano                      | No publicat                                    |
| c. 1939         | Strange Requiem                | Esther Levy         | veu i piano                      | No publicat                                    |
| 1940            | You Spotted Snakes             | W. Shakespeare      | cor                              | Melbourne: private, n.d.                       |
| Principis 1940s | O Mistress Mine                | W. Shakespeare      | veu i piano                      | No publicat                                    |
| Principis 1940s | Blow Blow, Thou Winter Wind    | W. Shakespeare      | veu i piano                      | No publicat                                    |
| Principis 1940s | The Soldier                    | John Shaw Neilson   | cor femení i orquestra de cordes | No publicat                                    |
| c. 1946         | Tom O'Bedlam's Song            | Anon.               | veu i piano                      | No publicat                                    |
| 1947            | Old Australian Bush Ballads    | Lance Palmer        | veu i piano                      | Melbourne: Allans, 1950                        |
| c. 1948         | Song of the South              | Robert Garran       | veu i piano                      | Melbourne: Allans, 1948                        |

| Data    | Títol                                         | Lletra            | Instruments                      | Publicació                  |
| ------- | --------------------------------------------- | ----------------- | -------------------------------- | --------------------------- |
| c. 1950 | The Pathfinders                               | Vance Palmer      | SATB cor                         | No publicat                 |
| c. 1950 | Youth and Age                                 | Vance Palmer      | SATB cor                         | No publicat                 |
| c. 1950 | The Zoo                                       | Humbert Wolfe     | cor femení                       | No publicat                 |
| c. 1950 | Heart of Spring                               | John Shaw Neilson | veu i piano                      | No publicat                 |
| 1952    | Six Songs: Settings of Poems by Judith Wright | Judith Wright     | veu i piano                      | Melbourne: Allans, 1967     |
| 1953    | Petticoat Green                               | John Shaw Neilson | 2 veus i piano                   | No publicat                 |
| 1954    | The Gentle Water Bird                         | John Shaw Neilson | veu, violí i piano               | No publicat                 |
| 1956    | And Now Mr Ferritt                            | Judith Wright     | veu i piano                      | No publicat                 |
| 1957    | Four Blake Songs                              | William Blake     | veu i piano                      | No publicat                 |
| 1959    | The World and the Child                       | Judith Wright     | veu i piano                      | No publicat                 |
| 1964    | Sequence of Verse                             | Maie Casey        | flauta, viola, fagot i percussió | No publicat                 |
| 1966    | A Company of Carols                           | Diversos          | veu i piano                      | Privat, detalls desconeguts |
| 1968    | Chez Nouse: Tobruk, SA                        | A.G. Austin       | veu i piano                      | Sydney: Albert, 1969        |